# Caecilia Metella Balearica minor
Caecilia Metella Balearica minor was een lid van de Romeinse Plebejische gens Caecilia en de jongste dochter van de consul van 123 v.Chr., Quintus Caecilius Metellus Balearicus. Haar broer was de consul van 98 v.Chr., Quintus Caecilius Metellus Nepos. In het kader van de huwelijkspolitiek van de Metelli trouwde ze met de consul van 79 v.Chr., Appius Claudius Pulcher. Uit dit huwelijk kwamen drie zonen en drie dochters voort:
- Appius Claudius Pulcher, consul in 54 v.Chr.;
- Gaius Claudius Pulcher, praetor in 56 v.Chr.;
- Publius Clodius Pulcher, volkstribuun in 58 v.Chr.;
- Clodia, echtgenote van Quintus Marcius Rex, consul in 68 v.Chr.;
- Clodia, echtgenote van Quintus Caecilius Metellus Celer, consul in 60 v.Chr.;
- Clodia, echtgenote van de beroemde Romeinse veldheer en consul van 74 v.Chr.,  Lucius Licinius Lucullus.

De redenaar Marcus Tullius Cicero vermeldde in zijn werken dat op grond van een droom van Caecilia Metella tijdens de Bellum sociorum (Bondgenotenoorlog) de tempel van de godin Iuno Sospita in 90 v.Chr. op bevel van de senaat werd gerestaureerd. Toen Sextus Roscius, de zoon van een gelijknamige grondbezitter uit Ameria, na de confiscatie van de landgoederen van zijn vader tijdens de proscripties van Sulla onbemiddeld werd, bood Caecilia Metella hem in 80 v.Chr. onderdak in haar huis in Rome en haar ondersteuning aan. Zij was namelijk bevriend geweest met zijn vermoorde vader.